# Alcáceres da Tunísia

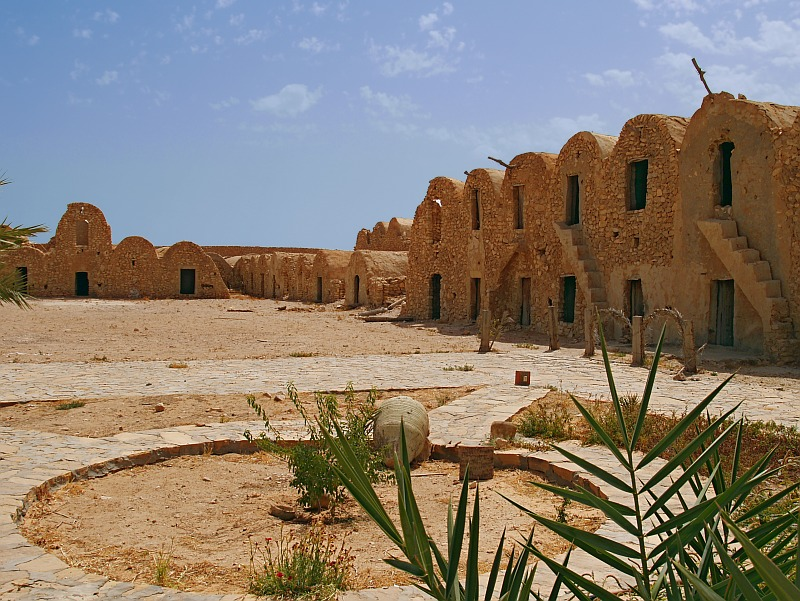
Alcácer Ferche, situado entre Ghomrassen e Tatauine

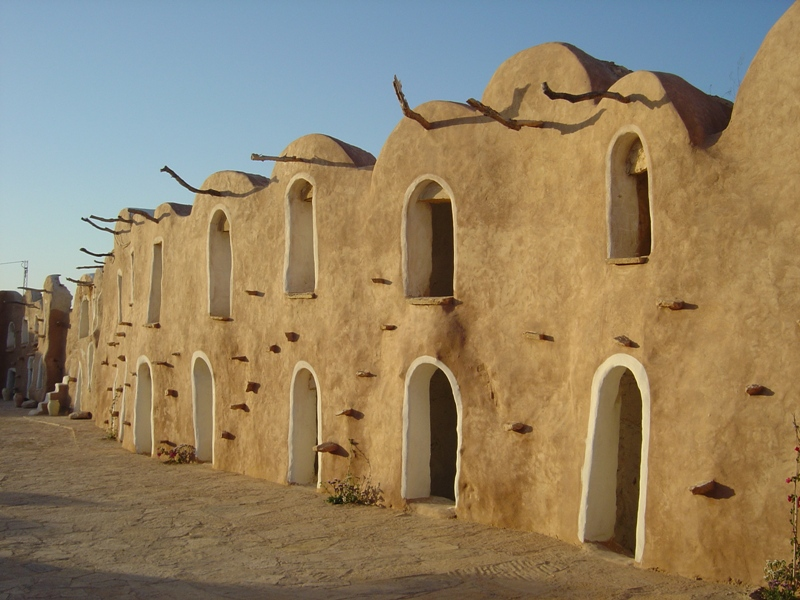
Alcácer Ulede Debabe

Os alcáceres da Tunísia (ksour, singular: ksar; em árabe: قصور الجنوب التونسي) são celeiros fortificados, usados por uma ou várias tribos, quase sempre berberes. Encontram-se sobretudo no sudeste do país, numa zona compreendida entre Matmata e Tatauine, onde existem cerca de 150. Além da função primordial de celeiro, servem (ou serviam outrora) como armazém de outros produtos, sobretudo víveres e utensílios, e alguns inclusivamente como habitação — é comum usar-se o termo alcácer (ksar) para designar aldeias fortificadas.
Os alcáceres fazem parte do património cultural daquela região da Tunísia e testemunham a evolução histórica e sociológica local. São também uma das principais atrações turísticas da região.

## Tipos de alcáceres
Conforme as necessidades históricas e económicas, os alcáceres localizam-se desde o alto de montanhas até ao meio de planícies. São constituídos por células de armazenamento chamadas gorfas e são usados principalmente por uma ou várias tribos berberes, embora a partir do século VII, com a conquista árabe, também tenham passado a ser usados por tribos árabes. Depois das invasões hilalianas no século XI, os berberes são repelidos para as montanhas, ficando os invasores árabes com as planícies. Desde então, as relações entre as tribos berberes e árabes oscila entre a confrontação, a servidão (vassalagem) e a proteção, a par das trocas comerciais dos produtos da montanha e da planície.

### Alcáceres cidadela

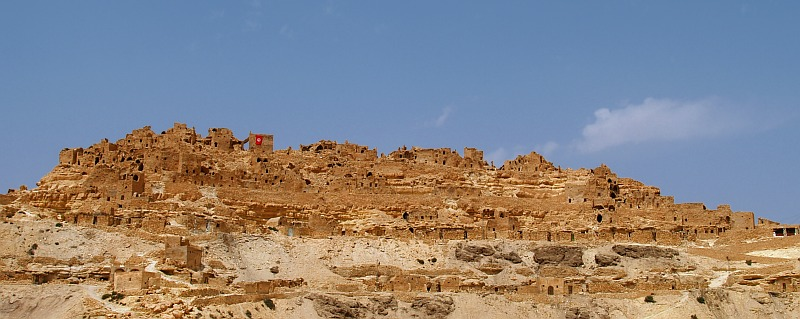
Chenini

Os alcáceres cidadela, ou alcala (kalâa; fortaleza), têm uma clara vocação defensiva. São de difícil acesso e não é fácil identificá-los de longe, pois encontram-se alcandorados em relevos naturais com os quais se confundem devido à sua estrutura, formas e cores. As aldeias, com habitações e lagares de azeite trogloditas são escavadas na rocha das encostas. As inscrições mais antigas encontradas nas paredes das ghorfas remontam à época das invasões hilalianas mas pensa-se que algumas construções possam ser anteriores.
Os alcáceres de Douiret, Chenini e Guermessa, situados em locais inexpugnáveis e tendo como vasto pano de fundo o planalto do Dahar, permitiram aos seus habitantes berberes manterem alguma autonomia estabelecendo relações de clientela e de proteção com as tribos árabes em troca de tributos (uma espécie de vassalagem).
Outros alcáceres, como Alcácer Halufe, foram progressivamente arabizados. Outros, como o do Djebel Abiadh, que podem ter sido cercados por tribos árabes instaladas nas planícies ou vales, tornaram-se gradualmente simples celeiros após as aldeias trogloditas que lhes estavam associadas terem sido abandonadas.

### Alcáceres de montanha

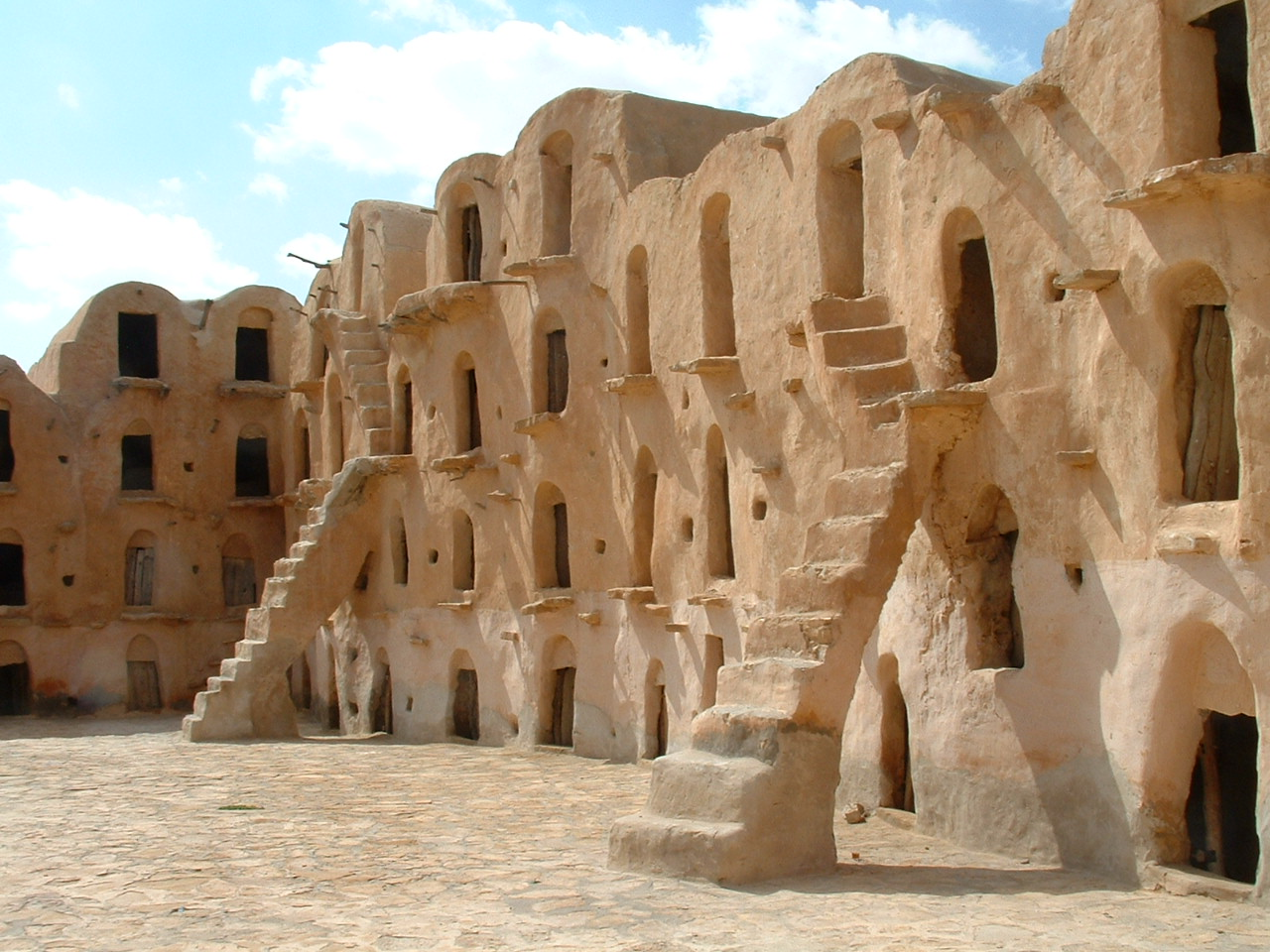
Alcácer Ulede Soltane

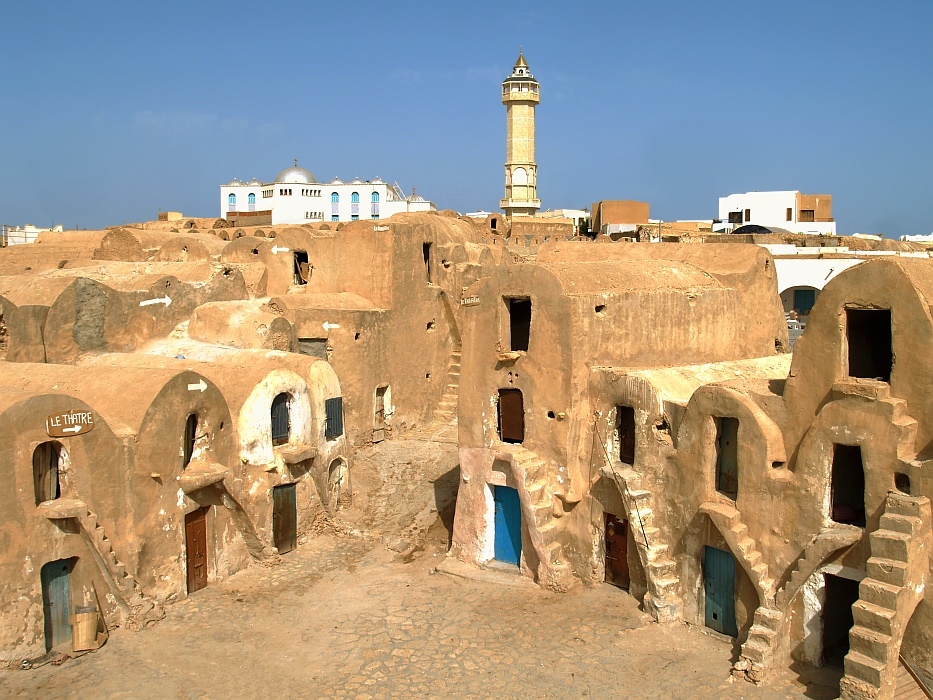
Alcácer de Medenine

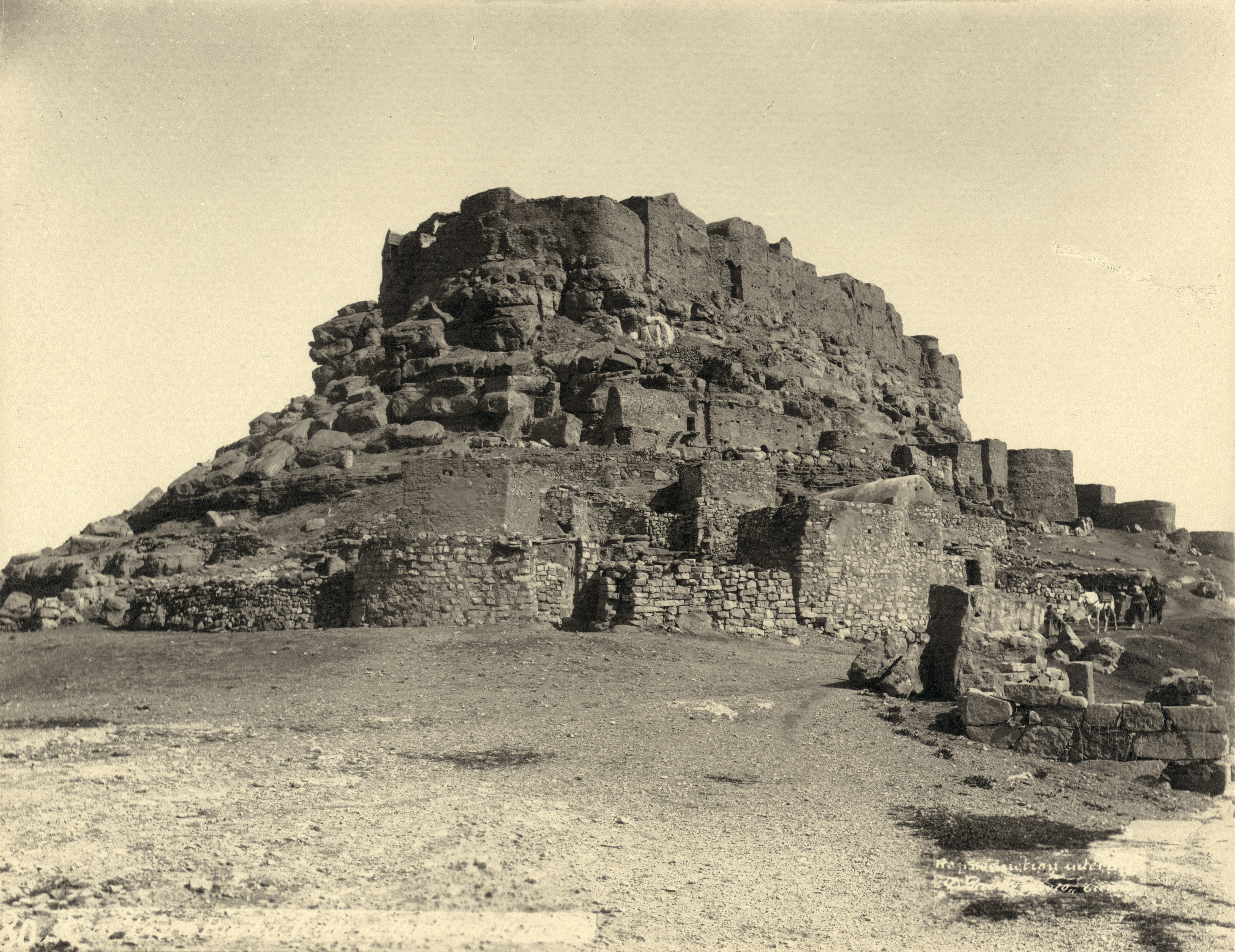
Alcácer Beni Barca, a leste de Tatauine,

Estes alcáceres têm igualmente carácter defensivo, mas situam-se em locais mais acessíveis, dominando depressões férteis e planícies, e tendo uma vocação essencialmente agrícola. Não estão associados a aldeias e frequentemente são usados como local de armazenagem pelas tribos árabes que antes usavam para esse efeito os alcáceres dos seus protegidos berberes. Um exemplo disso é o Alcácer Ulede Soltane.

### Alcácer de planície
Os alcáceres de planície são mais recentes e surgiram devido às políticas da administração colonial do Protetorado Francês da Tunísia (1881–1956) e depois do governo tunisino de desenvolver centros urbanos com condições de habitação mais modernos. Os exemplos mais notáveis desse tipo de alcáceres são os de Ben Gardane, Medenine, Zarzis e Tatauine, as maiores localidades do sudeste da Tunísia. Livres de constrangimentos topográficos, ocupam uma área mais extensa (um hectare no caso de Alcácer Morra). São simples celeiros, que não têm mais do que um andar e geralmente não dispõe de portas, mas um simples corredor de acesso. Alguns alcáceres de planície tornaram-se autênticas cidades, como Medenine ou Zarzis.

## Descrição
Geralmente o alcácer tem uma só entrada, protegida por uma porta, exceto nos alcáceres de planície. Um corredor, chamado skifa, dá acesso ao pátio ou terreiro interior. Além da sua função de armazém e fortaleza, os alcáceres tinham funções sociais, locais de encontro, de acolhimento de visitantes, e de transações comerciais. No pátio, de dimensões variáveis, encontram-se as ghorfas, no mínimo quatro, dispostas num só piso térreo ou em andares. Alguns alcáceres têm um segundo pátio, se foram ampliados; tal é o caso do Alcácer Ulede Soltane, que tem 440 ghorfas, quando a média é entre 150 e 200.
As ghorfas são células sobrepostas, completamente fechadas no lado exterior, com a aparência duma parede compacta. São divisões com quatro a cinco metros de profundidade e dois metros de altura e largura, que servem de armazém de bens alimentares de longa duração, que podem chegar aos sete anos em períodos de seca: os cereais na parte inferior, por vezes em compartimentos separados por divisórias, azeitonas e queijos em tábuas de oliveira situadas na parte superior, que é arejada por aberturas nas paredes interiores e exteriores.
As diferentes ghorfas estão juntas mas não comunicam entre elas, exceto quando pertencem ao mesmo proprietário e não há corredores que permitam a deslocação horizontalmente entre elas. Nem sempre se encontram ao mesmo nível. São acessíveis por uma escadaria rudimentar ou por barras de madeira de oliveira espetadas nas paredes. Por vezes existe um pequeno espaço discreto entre duas ghorfas para dissimular bens preciosos.